# اوکهام، ساری
اُکام یا اوکهام (به انگلیسی: Ockham) روستا و محله‌ای مدنی در بریتانیا است که در Guildford واقع شده‌است. اُکام ۱۲٫۱۳ کیلومتر مربع مساحت و ۴۱۰ نفر جمعیت دارد.